# International Federation of Cynological Sports
La International Federation of Cynological Sport (IFCS), attraverso la guida di Yuri Ostashenko, presidente della Russian League of Cynologists (RLC), è stata registrata nel 2000, come cooperativa sportiva tra le nazioni, il cui scopo è diffondere gli sport cinofili attraverso l'organizzazione di eventi sportivi internazionali. 

## La Nascita
L'IFCS nasce con l'idea di perseguire gli ideali degli sport olimpici internazionali, sotto tutti gli aspetti materiali e nello spirito della competizione olimpica (non esiste alcun collegamento tra IFCS e il Comitato olimpico internazionale o qualsiasi comitato olimpico nazionale).
La Federazione internazionale degli sport cinofili è aperta a tutti gli Stati che promuovono gli sport cinofili e che dichiarano di condividere i principi dell'IFCS.
Gli Stati membri fondatori dell'IFCS hanno condiviso le linee guida di supporto alla conferenza IFCS di Mosca nel febbraio 2001, tra cui Lettonia, Russia, Svezia, Ucraina e Stati Uniti.

## I membri
Oggi, i membri dell'IFCS includono Australia, Belgio, Canada, Gran Bretagna, Irlanda, Italia, Giappone, Paesi Bassi, Russia, Singapore, Sudafrica, Spagna, Ucraina e Stati Uniti. 
| Stato         | Federazione/Ente                                                        |
| ------------- | ----------------------------------------------------------------------- |
| Australia     | AGILITY DOG ASSOCIATION OF AUSTRALIA (AADA)                             |
| Belgio        | CYNOLOGICAL SOCIETY V.O.E.(VOE)                                         |
| Canada        | AGILITY ASSOCIATION OF CANADA (AAC)                                     |
| Gran Bretagna | FREEWAY’S AGILITY BREAK (FAB)                                           |
| Italia        | FEDERAZIONE ITALIANA SPORT CINOFILI (FISC)                              |
| Giappone      | ORGANIZATION FOR THE PROMOTION OF DOG EDUCATION & SOCIALIZATION (OPDES) |
| Olanda        | FEDERATIE HONDENSPORT NEDERLAND (FHN)                                   |
| Nuova Zelanda | NEW ZEALAND KENNEL CLUB                                                 |
| Russia        | RUSSIAN SPORTS CYNOLOGICAL ALLIANCE                                     |
| Singapore     | PETS ENTERPRISES & TRADERS ASSOCIATION                                  |
| Sud Africa    | SOUTH AFRICAN DOG AGILITY ASSOCIATION (SADAA)                           |
| Spagna        | SPANISH FEDERATION OF AGILITY AND CANINE EDUCATION (FEAEC)              |
| Ucraina       | UKRAINIAN FEDERATION OF SPORTS WITH DOGS (UFSD)                         |
| USA           | UNITED STATES DOG AGILITY ASSOCIATION, INC. (USDAA)                     |

## I presidenti
| Periodo   | Nome                                    | Nazionalità |
| --------- | --------------------------------------- | ----------- |
| 2001–2006 | Yuri Ostashenko                         | Russia      |
| 2006–2012 | Kenneth Tatsch                          | USA         |
| 2013-2018 | Steven Drinkwater                       | Australia   |
| 2018-2020 | Luis Ciurana (Vicepresidente in carica) | Spain       |